# Aleksandar Petrović (chorwacki koszykarz)
Aleksandar Petrović (ur. 16 lutego 1959 w Szybeniku) – chorwacki koszykarz.
Jego brat, Dražen Petrović, także był koszykarzem. Zginął w wypadku samochodowym pod Denkendorfem w Niemczech w 1993 roku.

## Kariera zawodnicza

### Klubowa
- 1979–1987:  Cibona Zagrzeb
- 1987–1988:  Scavolini Pesaro

### Osiągnięcia
- trzykrotny mistrz Jugosławii w latach 1982, 1984-85
- 5-krotny zdobywca krajowego pucharu w latach 1980-83 i 1985.
- dwukrotny mistrz Euroligi w latach 1985-86
- dwukrotny zdobywca Pucharu Saporty w latach 1982 i 1987.
- Uczestnik Eurochallenge All-Star Game 2004

### Reprezentacja
Petrović w barwach reprezentacji Jugosławii zdobywał medale na różnych imprezach. W sumie aż cztery, wszystkie brązowe.
- 2-krotnie brązowy medalista Mistrzostw Świata w 1982 i 1986 roku,
- brązowy medalista Igrzysk Olimpijskich w Los Angeles w 1984 roku,
- brązowy medalista Mistrzostw Europy w Grecji w 1987 roku.

## Kariera trenerska

### Klubowa
- 1991–1995:  KK Cibona
- 1995–1997:  Caja San Fernando Sevilla
- 1997-październik 1999:  KK Cibona
- grudzień 2001–2002:  Anwil Włocławek
- grudzień 2003-grudzień 2004:  CE Lleida
- ??-??:  Scafati Basket
- marzec 2007-??:  KK Zadar

### Osiągnięcia
- dwukrotny uczestnik Eurochallenge All-Star Game  jako trener (2004, 2006)
- Trener Roku Eurocup (2011)

### Reprezentacyjna
- brązowy medalista Mistrzostw Europy z 1995 roku jako trener Chorwatów.